# 開源碼發展實驗室
開源碼發展實驗室（英語：Open Source Development Labs，簡稱OSDL），是一個全球性的非盈利組織，在2000年建立。它的宗旨在於推動Linux在企業層級的運用，希望成為Linux工業的核心。
在2007年1月22日，OSDL與自由標準組織聯合成立Linux基金會。

## 成員
它雇用了林纳斯·托瓦兹（Linus Torvalds），成為OSDL第一號工程師，以及Bryce Harrington。2005年，它聘請了安德魯·垂鳩（Andrew "Tridge" Tridgell）擔任第二號成員，但為期只有一年。